# Проспект Володимира Путіна
Проспект Володимира Путіна — проспект в центрі міста Грозного. Протяжність проспекту — 1880 метрів. Проспект названий на честь Президента РФ Володимира Путіна.
Проспект є однією з найстаріших вулиць міста. З моменту виникнення проспект виконує роль головної вулиці міста. В даний час тут розташовані безліч адміністративних, культурних і торгових установ, у тому числі Палац молоді, судовий департамент, Національний музей Чеченської Республіки, Будинок моди, ЦУМ, Державний театрально-концертний зал і одна з найбільших в Росії мечеть імені Ахмата Кадирова «Серце Чечні».
Забудова проспекту являє собою приклад ансамблевої забудови 1950-х років. Крім того, на проспекті розташовані будівлі, які є пам'ятками архітектури, в тому числі Барський будинок споруди початку XX століття. Нумерація будинків ведеться від вулиці Маяковського.
Усередині проспекту розташований бульвар, крім того, з проспектом межують кілька зелених зон, що робить його однією з найбільш озеленених вулиць міста.

## Розташування
Проспект Володимира Путіна розташований в центрі міста. Велика частина проспекту адміністративно розташована в Заводському районі, частина проспекту від комплексу урядових будівель до вулиці Маяковського відноситься до Старопромисловського району, ділянка парною боку проспекту від вулиці Маяковського до вулиці Миколаєва відноситься до Ленінському району.

## Історія

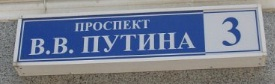
Аншлаг на будинку № 3 на проспекті Путіна

Історія вулиці починається в 1821 році, коли біля фортеці Грізній був побудований форштадт, де селилися сім'ї солдатів. У 1848 році військове поселення перетворили в Станицю Грозненську. В цей час вулиця отримує свою першу офіційну назву — Гранична вулиця.
До осені 1914 був побудований залізобетонний Романовський міст, який пов'язав вулицю з правобережною частиною міста.
11 серпня 1918, в перший день стоденних боїв за Грозний, вулиця стала лінією фронту, відокремила білу козацьку Станицю Грозненську від пролетарського Грозного. У цьому місці протягом ста днів йшли бої з білокозаками і бічерахівцями. На місці сучасного Будинку моди розташовувався будинок заможного козака Шерстобитова, який під час стоденні боїв був одним з укріплених пунктів бічераховців. Укріплений пункт Червоної Армії перебував у колишній будівлі акціонерного товариства «Російський грозненський стандарт» (будинок № 11, нині втрачено). Після включення в 1920 році станиці Грозненської до складу міста Грозного вулиця отримує нову назву — вулиця імені 11 серпня — на честь стоденних боїв і перемоги в них пролетарів. У той же час посередині вулиці був організований бульвар.
У 1950-х роках на вулиці зводиться ряд будинків в стилі неокласицизму, класицизму, ампіру. Проектували споруди знамениті на весь Радянський Союз архітектори Хайд, Мельников і Власов. У 1955 році вулиця отримує назву проспект Перемоги — на честь перемоги Радянського Союзу у Великій Вітчизняній війні. У 1958 році на проспекті побудовано будівлю Ради Міністрів і Президії Верховної Ради Чечено-Інгушської АРСР.
На місці колишніх військових складів у середині 1960-х років будується перший в Грозному дев'ятиповерховий будинок «Маяк» (№ 1). У рамках постанови ЦК КПРС і Рада Міністрів СРСР «Про розвиток житлового будівництва в СРСР» від 31 липня 1957, в 1960-х роках на проспекті будується кілька «хрущовок».
З будівництвом нового Ленінського мосту в 1970-х роках, проспект Перемоги з'єднався з проспектом Леніна. Романовський міст стає пішохідним. У той же час ділянка бульвару від проспекту Орджонікідзе до річки Сунжи була ліквідована.
У 1978 році на проспекті Перемоги (від площі Дружби Народів до проспекту Орджонікідзе) побудована тролейбусна лінія, по якій пройшов маршрут № 2, а пізніше і № 2-А.
Влітку 1993 року проспект Перемоги був перейменований на проспект імені Іси Арсемікова — на честь вченого-фізика, який очолював деякий час збройні сили Конфедерації народів Кавказу і загиблого тут в бою із загонами чеченської опозиції, яка виступала проти Джохара Дудаєва за Росію.
У січні 1995 року під час штурму Грозного федеральними військами проспект значно постраждав: по проспекту проходила лінія фронту між російськими військами і озброєними формуваннями самопроголошеної Чеченської Республіки Ічкерія. У зв'язку з перебували поруч Президентським палацом, захоплення якого був пріоритетом у російських військ, на проспекті були блоковані, а потім зруйновано декілька будівель, у тому числі краєзнавчий музей та готель «Кавказ». Крім того, в ході бойових дій була зруйнована тролейбусна лінія.
При встановленні російської адміністрації в місті нову назву проспекту не було визнано, вулиця знову стала іменуватися проспектом Перемоги.
У 1996 році в Грозному була знову встановлена влада «ічкерійськими», проспект Перемоги знову став носити ім'я Іси Арсемікова.
Під час запеклих боїв між російськими військами і озброєними формуваннями Чеченської Республіки Ічкерія в січні 2000 року проспект знову значно постраждав. Після встановлення в місті російської адміністрації, вулиця знову стала називатися проспектом Перемоги.
В результаті військових дій на непарній стороні проспекту не залишилося жодного будинку на ділянці від вулиці Чернишевського до Ленінського моста, на парній стороні — на ділянці від проспекту Хусейна Ісаєва до Ленінського моста.

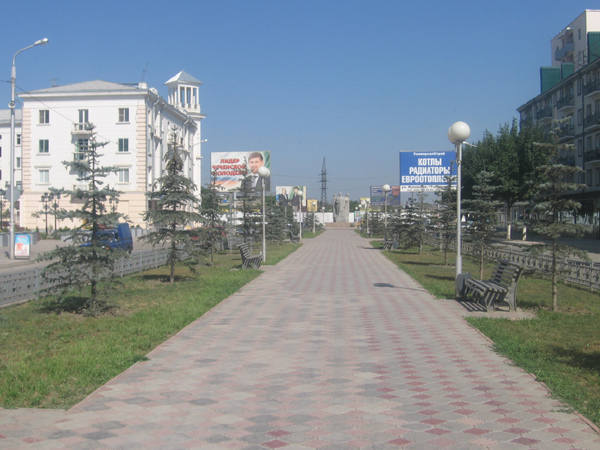
Проспект Перемоги з ялиновим бульваром. Зліва видно будинок № 2 зі старою ротондою. 2007.

До відновлення житлових будинків на проспекті влада приступила лише в 2004 році. 27 липня 2004 на проспекті був введений в експлуатацію будинок № 7. Відновлення здійснювалося в рамках федеральної цільової програми з відновлення економіки і соціальної сфери Чеченської Республіки.
10 грудня 2004 року почалося повне відновлення проспекту, сильно постраждалого внаслідок двох воєн. 30 грудня 2004 відбулося урочисте відкриття вулиці — проспект Перемоги став першою повністю відновленою вулицею Грозного. Крім відновлених будинків, на вулиці був заново розбитий бульвар, з'явилося вуличне освітлення. Всі будівельно-відновлювальні роботи проводилися за рахунок позабюджетних коштів.
В 2008 проспект був реконструйований під історичну вулицю 1950-х років. Вперше в місті на одному з будинків проспекту встановили міський баштовий годинник. На бульварі замінені торшери (замість круглих встановлені декоративні світильники), прибрані рекламні банери. На більшій частині проспекту (ділянка від вулиці Маяковського до проспекту Хусейна Ісаєва) розширена проїжджа частина, скасовано автобусне сполучення, що існувала автобусна кінцева станція «Дім моди» припинила існування. Відкриття проспекту після реконструкції було приурочено до 420-річному встановленню добросусідських відносин Росії та Чечні і відбулося 5 жовтня 2008 року. У цей же день Президент Чеченської Республіки Кадиров Рамзан Ахмадович підписав указ про перейменування проспекту Перемоги на проспект імені Володимира Володимировича Путіна — на честь другого Президента Російської Федерації, за видатні заслуги в справі боротьби з тероризмом, відновлення економіки, соціальної сфери Чеченської Республіки. Володимир Путін заявив, що він волів би, щоб подібного більше не траплялося.
16 жовтня 2008 року Володимир Путін відвідав проспект свого імені.
Влітку 2011 року був демонтований старий пішохідний Дзержинський міст, який пов'язував проспект Володимира Путіна з проспектом Ахмата Кадирова.
|                                                                      |                                                       |                                             |
| Проспект Володимира Путіна в районі площі Ахмата Кадирова. 2010 рік. | Будинок № 13 з міськими баштовими годинами. 2011 рік. | Проспект Володимира Путіна вночі. 2010 рік. |

## Забудова
На всьому протязі з обох сторін проспекту розташований комплекс житлових і громадських будівель (ансамблева забудова 1950-х років, а також історичні будівлі, в тому числі Барський будинок). Своїми вдало знайденими пропорціями в поєднанні з озелененням і широким бульваром по центру, проспект може служити прикладом позитивного містобудівного рішення.

### Непарна сторона
| Номер будинку | Зображення | Опис |
| ------------- | ---------- | --- |
| 1             |            | Житловий будинок «Маяк» з магазином «Ювілейний». Перший в Грозному 9-поверховий будинок. Архітектор Г. Мамишев. Побудований на місці складів військової частини.     |
| 1-А           |            | Житловий будинок з магазинами. |
|               |            | Національний музей Чеченської Республіки (будівля з вайнахської вежами) (будівництво)                                                                                |
| 3             |            | Патріотичні клуби «Рамзан» і «Путін» (в 2000-х роках — Головне управління МНС Росії по Чеченській Республіці, в дореволюційний і радянський час — військова частина) |
|               |            | Державний театрально-концертний зал. Побудований в 1977 році, архітектор В. Добровольський.                                                                          |
|               |            | Барський будинок (житловий будинок з кафе та магазинами). Побудований в 1920-х роках.                                                                                |
|               |            | Житловий будинок з магазинами |
| 5             |            | Житловий будинок з магазинами |
| 5-А           |            | Житловий будинок з магазинами |
| 7             |            | Житловий будинок з громадськими приміщеннями |
| 9             |            | Зразковий будинок (житловий будинок з громадськими приміщеннями) |
| 13            |            | Житловий будинок з магазинами (будинок з міським годинником) |
| 15            |            | Житловий будинок з магазинами |
| 17            |            | Громадська будівля |
| 17-А          |            | Громадська будівля |
| 17-Б          |            | Громадська будівля |
| 19            |            | Житловий будинок та Національний музей Чеченської Республіки |
|               |            | Мечеть імені Ахмата Кадирова «Серце Чечні», побудована в 2006—2008 роках                                                                                             |

### Парна сторона
| Номер будинку | Зображення | Опис |
| ------------- | ---------- | --- |
| 2             |            | Житловий будинок з магазинами. Побудований в 1953 році. |
| 4             |            | Палац молоді. Побудований в 1950-х роках. |
| 6             |            | Житловий будинок. Побудований в 1950-х роках. |
| 8             |            | Управління РАГС Чеченської Республіки. Будівля побудована в 1950-х роках.                                                                                      |
| 8-А           |            | Житловий будинок |
| 8-10          |            | Житловий будинок з рестораном «Альтаїр» |
| 10            |            | Жилой дом с гастрономом |
| 10-А          |            | Територіальне управління Федерального агентства з управління державним майном в Чеченській Республіці                                                          |
| 12            |            | Житловий будинок з магазинами. Побудований в 1950-х роках. |
| 14            |            | Житловий будинок з магазинами. Побудований в 1950-х роках. |
| 16            |            | Житловий будинок з магазинами. |
| 18            |            | Громадська будівля |
| 18-А          |            | Громадська будівля |
| 20            |            | Житловий будинок з магазинами (за радянських часів — житловий будинок працівників енергетичної промисловості). Побудований в 1950-х роках. Архітектор Л. Хант. |
| 22            |            | Житловий будинок з магазинами (за радянських часів — житловий будинок працівників енергетичної промисловості). Побудований в 1950-х роках. Архітектор Л. Хант. |
| 24            |            | Житловий будинок з магазинами (за радянських часів — житловий будинок працівників енергетичної промисловості). Побудований в 1950-х роках. Архітектор Л. Хант. |
| 26            |            | Будинок моди (автор проекту інженер Г. Саркісов). |
| 28            |            | Житловий будинок з магазинами |
| 30            |            | ЦУМ — Центральний універсальний магазин. Побудований в 1956 році, архітектор Р. М. Власов.                                                                     |
| 34            |            | Житловий будинок з магазинами |
| 36            |            | Французький будинок (житловий будинок з магазинами) |
| 38            |            | Управління Судового департаменту при Верховному суді Російської Федерації в Чеченській Республіці. Будівля побудована в 2007—2008 роках.                       |